# اشتياق محمد
اشتياق محمد (31 ديسمبر 1992 في الصين - ) هو لاعب كريكت صيني. شارك مع منتخب هونغ كونغ للكريكت.

## وصلات خارجية
- اشتياق محمد على موقع إي آس بي آن كريك إنفو (الإنجليزية)